# Stigfjorden

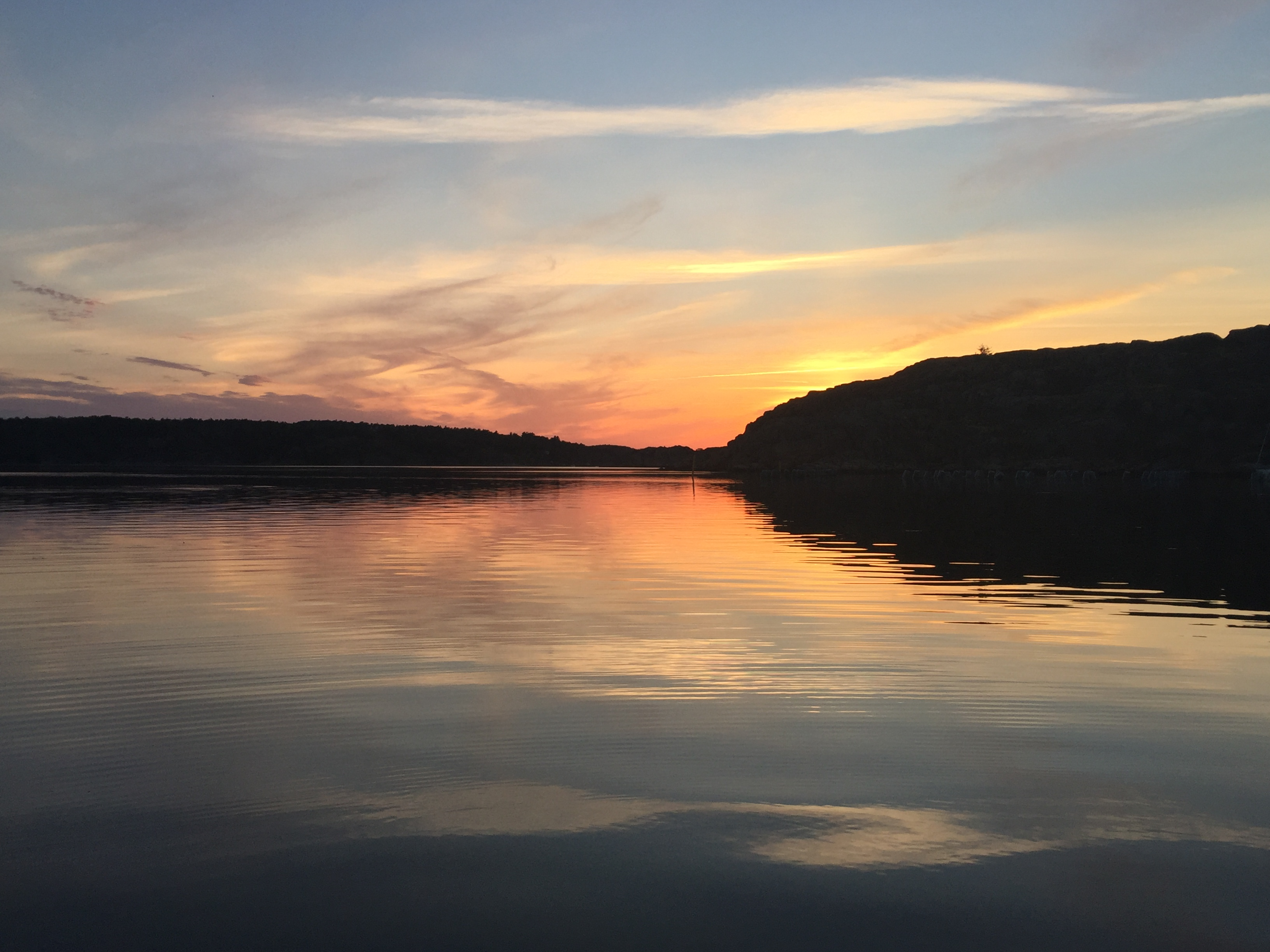
Stigfjorden vid solnedgång.

Stigfjorden är ett vattenområde mellan Orust och Tjörn i Bohuslän. Det avgränsas av Orust i norr, Tjörn i söder, Mjörn i öster och Lyr i väster. Genom det smala Strömsund står Stigfjorden i förbindelse med Skagerrak.
Stigfjorden är en ganska grund fjord och djupet överstiger inte 23 meter. Den årliga Tjörn Runt-regattan går i mål vid Skåpesundsbron i Stigfjordens ostligaste del.
Större delen av Stigfjorden är sedan 1979 ett naturreservat med samma namn. Området är 6 714 hektar stort. Under vår och höst utgör området en näringsplats för tusentals änder, gäss, svanar och vadarfåglar. 
Området ingår i EU:s ekologiska nätverk av skyddade områden, Natura 2000 och förvaltas av Västkuststiftelsen.
Även halvön Råssö är ett naturreservat som ingår i nätverket Natura 2000.